# Central Park Tower
De Central Park Tower, ook gekend als Nordstrom Tower is een wolkenkrabber  op Manhattan in de Amerikaanse stad New York. Het gebouw werd in 2021 opgeleverd en is met zijn 472 meter hoogte het op een na hoogste gebouw van de Verenigde Staten, na het One World Trade Center. Het gebouw bestaat zowel uit kantoren als appartementen, verdeeld over 131 verdiepingen waarvan 95 bewoonbaar.